# جان بنت
جان بنت (انگلیسی: John Bennett؛ زادهٔ ۲۱ مارس ۱۹۴۶) بازیکن فوتبال اهل بریتانیا است.
از باشگاه‌هایی که در آن بازی کرده‌است می‌توان به باشگاه فوتبال مکلسفیلد تاون و باشگاه فوتبال لیورپول اشاره کرد.